# تپه سبزه ۲–۱
تپه سبزه ۲–۱ مربوط به عصر آهن است و در شهرستان دورود، بخش سیلاخور، دهستان چالانچولان، ۱۵ک متری جنوب غرب روستای حاجی‌آباد واقع شده و این اثر در تاریخ ۲۸ شهریور ۱۳۸۶ با شمارهٔ ثبت ۱۹۵۶۱ به‌عنوان یکی از آثار ملی ایران به ثبت رسیده است.